# Червенцино
Червенцино (пол. Czerwięcino) — село в Польщі, у гміні Карліно Білоґардського повіту Західнопоморського воєводства.
У 1975—1998 роках село належало до Кошалінського воєводства.